# 腺果蔷薇
腺果蔷薇（学名：Rosa fedtschenkoana），为蔷薇科蔷薇属下的一个植物种。